# Eetu Vähäsöyrinki
Eetu Vähäsöyrinki (* 12. April 1990 in Jyväskylä) ist ein finnischer Nordischer Kombinierer.

## Werdegang
Seine ersten Wettkämpfe im B-Weltcup der Nordischen Kombination absolvierte Eetu Vähäsöyrinki im Jahr 2005. Zwischen 2008 und 2010 nahm er drei Mal an Nordischen Junioren-Skiweltmeisterschaften teil, der Gewinn einer Medaille gelang ihm jedoch nicht. Bestes Resultat war ein neunter Platz im Teamwettbewerb 2008 in Zakopane, den er gemeinsam mit Joakim Lehto, Ville Tuppurainen und Mikael Kuhlberg erreichte.
Am 26. November 2010 debütierte er in Kuusamo im Weltcup der Nordischen Kombination, konnte den Gundersen-Wettbewerb von der Großschanze mit einer sich daran anschließenden Langlaufdistanz über zehn Kilometer jedoch nicht beenden. Seine erste Platzierung in den Punkterängen in dieser Wettbewerbsserie erreichte er exakt ein Jahr darauf ebenfalls in Kuusamo. Am 5. März 2011 erzielte er in Kuopio gemeinsam mit Joni Karjalainen den zweiten Platz in einem Teamsprint und damit seine erste Podiumsplatzierung bei einem Wettkampf im Rahmen des 2008 in Continental Cup umbenannten B-Weltcups. Diesen Erfolg konnte er etwas mehr als ein Jahr später, am 10. März 2012, gemeinsam mit Jim Härtull an gleicher Stelle wiederholen.
Ebenso trat Vähäsöyrinki drei Mal bei Nordischen Skiweltmeisterschaften an. Bestes Resultat war dabei ein siebter Platz im Teamwettbewerb bei den Skiweltmeisterschaften 2011 im norwegischen Oslo zusammen mit Hannu Manninen, Janne Ryynänen und Karjalainen. In Einzelwettbewerben kam er nicht über einen 37. Rang 2013 im italienischen Val di Fiemme hinaus. Bei den Olympischen Winterspielen 2014 in Sotschi erzielte er in beiden Einzelwettkämpfen den jeweils 38. Rang.
Seinen bislang letzten internationalen Wettkampf bestritt Eetu Vähäsöyrinki am 6. März 2015 bei einem Weltcup in Lahti. Er lebt in Rovaniemi.

## Statistik

### Olympische Winterspiele
- Sotschi 2014: 38. Gundersen (HS 106/10 km), 38. Gundersen (HS 140/10 km)

### Nordische Skiweltmeisterschaften
- Oslo 2011: 7. Team (HS 106/4 × 5 km), 46. Gundersen (HS 106/10 km), 47. Gundersen (HS 134/10 km)
- Val di Fiemme 2013: 8. Team (HS 106/4 × 5 km), 11. Teamsprint (HS 134/2 × 7,5 km), 37. Gundersen (HS 134/10 km)
- Falun 2015: 9. Team (HS 100/4 × 5 km), 42. Gundersen (HS 134/10 km)

### Nordische Junioren-Skiweltmeisterschaften
- Zakopane 2008: 9. Team (HS 94/4 × 5 km), 39. Sprint (HS 94/5 km)
- Štrbské Pleso 2009: 39. Gundersen (HS 100/10 km)
- Hinterzarten 2010: 13. Team (HS 106/4 × 5 km), 41. Gundersen (HS 106/5 km)

### Weltcup-Platzierungen
| Saison  | Platz | Punkte |
| ------- | ----- | ------ |
| 2011/12 | 57.   | 007    |
| 2012/13 | 58.   | 014    |
| 2013/14 | 46.   | 034    |

### Grand-Prix-Platzierungen
| Saison | Platz | Punkte |
| ------ | ----- | ------ |
| 2012   | 51.   | 014    |

### Continental-Cup-Platzierungen
| Saison  | Platz | Punkte |
| ------- | ----- | ------ |
| 2009/10 | 85.   | 016    |
| 2010/11 | 62.   | 064    |
| 2011/12 | 41.   | 107    |
| 2012/13 | 28.   | 156    |
| 2013/14 | 69.   | 021    |
| 2014/15 | 72.   | 023    |